# Philiris diana
Philiris diana är en fjärilsart som beskrevs av Waterhouse och Charles Lyell 1914. Philiris diana ingår i släktet Philiris och familjen juvelvingar. Inga underarter finns listade i Catalogue of Life.

## Bildgalleri

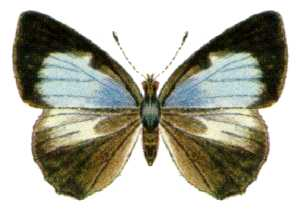